# Dolichurus corniculus
Dolichurus corniculus (лат.) — вид ос рода Dolichurus из семейства Ampulicidae.

## Распространение
Европа.

## Описание
Мелкие осы (длина до 8 мм), голова, грудь, брюшко и ноги в основном чёрного цвета. У самцов белые отметины на наличнике. Отличаются гладкой верхней частью боков среднегруди. На лбу имеется выступ, к которому прикрепляются усики (12-члениковые у самок и 13-члениковые у самцов). Переднеспинка широкая; нотаули развиты. Брюшко в основании широкое, в передних крыльях по 3 радиомедиальные ячейки. Гнездятся в земле. Охотятся на тараканов, которых жалят, парализуют, перетаскивают пешком (не по воздуху, как роющие осы, а по земле как дорожные осы, отчего и были описаны сначала в составе рода Pompilus) за усики жертвы в своё гнездо и откладывают на них свои яйца.